# 68 (liczba)
68 (sześćdziesiąt osiem) – liczba naturalna następująca po 67 i poprzedzająca 69.

## 68 w nauce
- liczba atomowa erbu
- obiekt na niebie Messier 68
- galaktyka NGC 68
- planetoida (68) Leto

## 68 w kalendarzu
68. dniem w roku jest 9 marca (w latach przestępnych jest to 8 marca). Zobacz też co wydarzyło się w roku 68.

## 68 w kulturze
Liczba 68 jest kojarzona jako skrót od roku 1968, w którym doszło do wypadków antysemickich w Polsce, i jest używana przez kapele nacjonalistyczne takie jak Deportacja 68 czy Sztorm 68.